# Bazna
Bazna es una comuna ubicada en el distrito de Sibiu, Rumania.

## Superficie
Posee una superficie de 82,52 kilómetros cuadrados.

## Demografía
Hasta 2021 la población era de 3329 habitantes, con una densidad de población de 40,34 habitantes por kilómetro cuadrado.